# 인연을 맺으며
〈인연을 맺으며〉(縁を結いて 에니오유이테[*])는 도모토 쯔요시의 통산 9번째 싱글이다.

## 개요
전작 〈RAIN〉으로부터 약 1년 7개월 만의 싱글이다. 도모토 쯔요시 명의로의 발매는 이 작품으로 2작 연속이다.
타이틀곡 〈인연을 맺으며〉는 닛폰 TV 계열 《슷키리!!》 2011년 4월도 엔딩 테마. 또, 2012년 3월 20일부터 킨키 닛폰 철도가 운행하는 킨테츠 특급 발차 멜로디로 기용되고 있다(2014년 3월까지 사용 예정). 킨테츠 나라 역, 카시하라 신궁 앞 역, 교토역, 오사카우에혼마치 역, 오사카 아베노바시 역의 각 역에서, 특급 열차의 발차 시에 본 악곡을 어레인지한 것(도모토 자신이 감수)이 방송된다. 킨키 닛폰 철도 열차의 발차 멜로디에, 아티스트의 악곡이 채용되는 것은 처음이다. 나라 시 출신인 도모토가 2008년부터 〈나라 시 관광 특별 대사〉를 맡고 있는 연도 있어 기용된 것이다.

## 수록곡

### 초회 한정반 A
CD
1. 縁を結いて / 인연을 맺으며
작사·작곡·편곡: 도모토 쯔요시
  - 닛폰 TV 계열 《슷키리!!》 2011년 4월도 엔딩 테마

DVD
1. 〈縁を結いて〉 Music Clip

### 초회 한정반 B
CD
1. 縁を結いて / 인연을 맺으며

DVD
1. 〈縁を結いて〉 도큐먼트

### 통상반
1. 縁を結いて / 인연을 맺으며
2. 時空 / 시공
작곡·편곡: 도모토 쯔요시
3. 赤いSinger / 붉은 Singer
작사·작곡·편곡: 도모토 쯔요시